# Solanum bequaertii
Solanum bequaertii är en potatisväxtart som beskrevs av De Wild. Solanum bequaertii ingår i släktet skattor som ingår i familjen potatisväxter. Inga underarter finns listade i Catalogue of Life.